# Schizonycha stigmatica
Schizonycha stigmatica är en skalbaggsart som beskrevs av Brenske 1898. Schizonycha stigmatica ingår i släktet Schizonycha och familjen Melolonthidae. Inga underarter finns listade i Catalogue of Life.